# ランカスター郡 (ネブラスカ州)
座標: 北緯40度47分 西経96度41分 / 北緯40.78度 西経96.69度
ランカスター郡（英: Lancaster County）は、アメリカ合衆国のネブラスカ州にある郡。人口は32万2608人（2020年）。郡庁所在地は州都でもあるリンカーン。隣接するスワード郡とリンカーン大都市圏を構成している。
郡は1859年に組織され、当初はランカスター村が郡庁所在地だった。その後、1867年にランカスター村は元大統領のエイブラハム・リンカーンに因みリンカーンと改名され、同時に州都にもなった。
2002年まで、ネブラスカ州のナンバープレートでランカスター郡の車両は最初の数字が2になっていた。これは1922年にナンバープレートの制度を確立した際、ランカスター郡の車両登録台数が州内の郡のなかで2番目に多かったためだが、2002年に同じく郡内に大都市を抱えるダグラス郡、サーピィ郡と共に廃止した。

## 地理
アメリカ合衆国国勢調査局によると、この郡は総面積2,193 km2 (847 mi2) である。このうち2,173 km2 (839 mi2)が陸地で、20 km2 (8 mi2) が海や湖などの水地域である。総面積のうち0.92%が水地域となっている。

### 隣接する郡
- ソーンダース郡（北）
- カス郡（北東）
- オトー郡（南東）
- ジョンソン郡（南東のカド）
- ゲージ郡（南）
- セイリーン郡（南西）
- スワード郡（北西）
- バトラー郡（北西のカド）

## 人口動静

2000年の時点での郡の人口ピラミッド

2000年国勢調査によると、ランカスター郡には250,291人、99,187世帯、及び60,702家族が暮らしている。人口密度は115/km2 (298/mi2) で、48/km2 (124/mi2) の平均的な密度に104,217軒の住居が建っている。この郡の人種の構成は白人90.07%、黒人（アフリカ系アメリカ人）2.82%、先住民0.64%、アジア系2.86%、太平洋諸島系0.06%、その他の人種1.69%、及び混血1.87%で、3.37%の人々がヒスパニックまたはラテン系である。郡の住民の39.1%がドイツ系、7.9%がイングランド系、7.8%がアイルランド系移民の子孫である。
ランカスター郡に住む99,187世帯のうち、30.30%は18歳未満の子どもと暮らしており、48.80%は夫婦で生活している。9.10%は未婚の女性が世帯主であり、38.80%は家族以外の住人と同居している。29.10%は独居で、全世帯の8.30%は65歳以上の独居老人世帯である。1世帯あたりの平均人数は2.40人であり、家庭の場合は3.00人である。
郡の住民は23.50%が18歳未満の子どもで、18歳以上24歳以下が15.40%、25歳以上44歳以下が30.40%、45歳以上64歳以下が20.30%、および65歳以上が10.40%となっている。平均年齢は32歳である。女性100人に対して男性は99.80人いて、18歳以上の女性100人に対しては男性は98.50人いる。
郡の世帯ごとの平均収入は41,850米ドルで、家族ごとでは53,676米ドルである。男性の34,720米ドルに対して女性は25,614米ドルの平均的な収入がある。この郡の一人当たりの収入 (per capita income) は21,265米ドルである。総人口の9.50%、家族の5.50%は貧困線以下である。18歳未満の子どもの9.90%及び65歳以上の6.10%は貧困線以下の生活を送っている。

## コミュニティ

### 都市
- リンカーン（郡庁所在地）
- ヒックマン (en:Hickman, Nebraska)
- ウェイヴァリー (en:Waverly, Nebraska)

### 村
- ベネット (en:Bennet, Nebraska)
- デイヴィー (en:Davey, Nebraska)
- デントン (en:Denton, Nebraska)
- ファース (en:Firth, Nebraska)
- ハラム (en:Hallam, Nebraska)
- マルコム (en:Malcolm, Nebraska)
- パナマ (en:Panama, Nebraska)
- レイモンド (en:Raymond, Nebraska)
- ロカ (en:Roca, Nebraska)
- スプレイグ (en:Sprague, Nebraska)

### その他
- マーテル (en:Martell, Nebraska)

## 国勢調査区画
ランカスター郡は、国勢調査時にはリンカーン市 (City of Lincoln) を除く地域が以下のように区分けされる。
- ブダ (Buda)
- センターヴィル (Centerville)
- デントン (Denton)
- エルク (Elk)
- グラント (Grant)
- ハイランド (Highland)
- ランカスター (Lancaster)
- リンカーン市 (City of Lincoln)
- リンカーン (Lincoln)
- リトル・ソルト (Little Salt)
- ミドル・クリーク (Middle Creek)
- ミル (Mill)
- ネマハ (Nemaha)
- ノース・ブラフ (North Bluff)
- オーク (Oak)
- オリーブ・ブランチ (Olive Branch)
- パナマ (Panama)
- ロック・クリーク (Rock Creek)
- ソルティロ (Saltillo)
- サウス・パス (South Pass)
- スティーブンス・クリーク (Stevens Creek)
- ストックトン (Stockton)
- ウェイヴァリー (Waverly)
- ウエスト・オーク (West Oak)
- ヤンキー・ヒル (Yankee Hill)